# アップステート・カリフォルニア
アップステート・カリフォルニア（英: Upstate California）は、アメリカ合衆国カリフォルニア州北部のほとんどが田園部である20郡からなる地域である。総面積は46,900 平方マイル (121,000 km2) あり、サンフランシスコ・ベイエリアと州都サクラメントの地域より北にある。
アップステート・カリフォルニアは地図の上でポイントアリーナとタホ湖から北、州境まで拡がる地域と認識される。緯度で見ると北カリフォルニアと呼ばれる地域の北半分に一致する。北部海岸、サクラメント・バレーおよびシエラネバダ山脈のそれぞれ北側部分を含み、カスケード山脈のカリフォルニア州内に入るシャスタ・カスケードは全て含んでいる。
アップステート・カリフォルニアの中で大きな都市はローズビル、レディング、チコ、ユバシティおよびユーレカである。

## 歴史
アップステート・カリフォルニアは北カリフォルニアの主要な都市化された地域より北にある田園部が大半の地域名である。北カリフォルニアという言葉ではサンフランシスコ・ベイエリアと州都サクラメントの地域が含まれる。サクラメントより北の地域は、州内中央に近く位置し主要都市圏が集中する地域と区別するために、伝統的にノースステートという名称を使ってきた。しかし、ノースステートという言葉は州内他地域ではほとんどあるいは全く認識されていない名称である。海岸部のマリン郡、ソノマ郡、メンドシーノ郡、ハンボルト郡およびデルノルト郡は北部海岸あるいはレッドウッドコーストと呼ばれており、これにはサンフランシスコ・ベイエリアにある郡の北部を含むことで、対象がぼやけてしまう。2001年、北側20郡とその経済開発推進組織が、その地域名に「北」を含めない新しい名称、すなわちアップステート・カリフォルニアを決めた。この名称はアップステート・ニューヨークが認識されていることにあやかる意図もある。
アップステート・カリフォルニアは、州からの分離を求めたことなど、そのアイデンティティを主張しようとしてきた歴史がある。1941年にカリフォルニア州北部の郡とオレゴン州南部の郡を併せてジェファーソン州を創ろうとした動きは、この年12月7日の真珠湾攻撃でアメリカ合衆国が第二次世界大戦に参戦することになったために潰えた。1990年代初期、下院議員のスタン・ステーサムが北部の郡を分離して新しい州を創ろうとしたが失敗した。1941年の歴史が繰り返されるように、このアップステート・カリフォルニアの運動は2001年9月10日に始まっていた。その翌日に起こったニューヨーク市とワシントンD.C.に向けられたアメリカ同時多発テロ事件により、この運動も影が失せた。
アップステート・カリフォルニアという名称の歴史は新しいが、その使用頻度は上がってきている。例えば州政府の機関であるカリフォルニア州労働力開発局、およびカリフォルニア大学システムの10キャンパスは、州内を区分するときにアップステート・カリフォルニアを用いている。しかし、アメリカ合衆国国勢調査局はサクラメント統計調査都市圏の中にエルドラド郡、ネバダ郡、プレイサー郡、サッター郡およびユバ郡の5郡を含めている。
カリフォルニア州立大学チコ校にある経済開発センターが2009年に公表した「アップステート・カリフォルニアにおける再生可能な発電」と題する報告書では、この地域の発電量のうち43％が再生可能な資源から得られている。これは州が2020年までの到達目標を33％としていたのに対し、既にクリアしている。この報告書は、地域経済開発の方向付けとして、さらに再生可能なエネルギーを開発するためには良い条件にあることも示唆している。現在利用されている水力、バイオマスおよび地熱に加えて、将来は太陽熱発電の可能性も評価している。風力発電の実現性は薄い。

## 地理

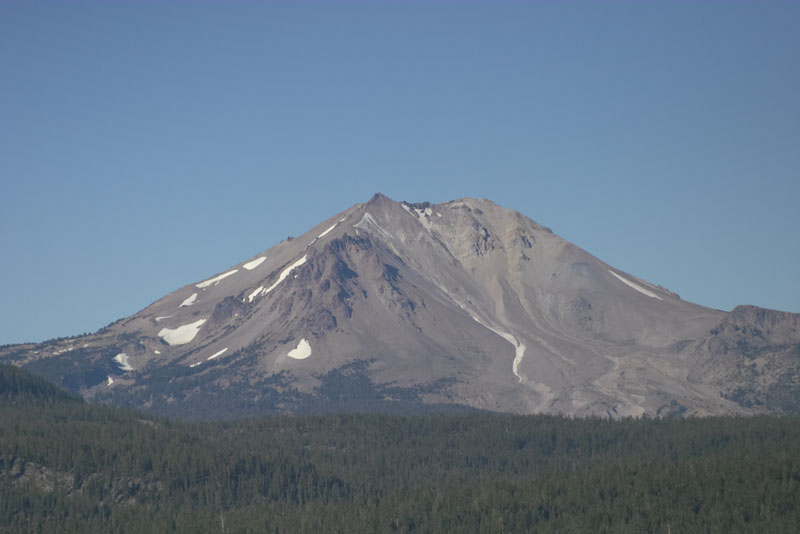
ラッセン山

アップステート・カリフォルニアは、海岸部メンドシーノ郡のポイントアリーナからシエラネバダ山脈のタホ湖に引いた線より北、オレゴン州との州境までの全ての地域である。南の境界はメンドシーノ郡とエルドラド郡の南側郡境に一致している。緯度で見ると、北カリフォルニアの北半分、カリフォルニア州全体の北3分の1にほぼ相当してもいる。
アップステート・カリフォルニアで最も人口の多い地域はサクラメント・バレーである。サクラメント・バレーは西をノースコースト山脈、北をシャスタ・カスケード、東をシエラネバダ山脈に囲まれている。モドック郡、ラッセン郡およびシエラ郡のシエラネバダ山脈より東の地域は、グレートベースンの高地砂漠地域に入り、ここにある水流は大洋まで達していない。タホ湖の水もグレートベースンに流れ出ている。
アップステート・カリフォルニアのランドマークとしては、海岸部のセコイア森林、タホ湖、およびシャスタ・カスケードにある火山、シャスタ山とラッセン山がある。ラッセン山が最後に噴火したのは1918年である。

### 小区域
次の地域等はその全体がアップステート・カリフォルニアの中にある。
- ハニー湖
- ラッセン山
- ロスト海岸
- シャスタ山
- シャスタ・カスケード
- サプライズ・バレー
- トリニティ・アルプス
- ユバ・サッター地域

次の地域等はその一部がアップステート・カリフォルニアに含まれている
- ゴールドカントリー - 一部は北カリフォルニアの南側に含まれる、シエラネバダ山脈内にある
- サクラメント大都市圏 - その北部は含むが、サクラメント郡は含まない
- クラマス盆地 - 一部はオレゴン州
- タホ湖 - 一部はネバダ州
- 北部海岸 - 一部はサンフランシスコ・ベイエリアのノースベイ
- サクラメント・バレー - 一部はサクラメント地域
- ワインカントリー - 一部はサンフランシスコ・ベイエリアのノースベイ

アップステート・カリフォルニアは次の電話地域コードがあり、それぞれが南にある他の地域までを含んでいる
- 地域コード530 - アルパイン郡とヨロ郡を含む
- 地域コード707 - マリン郡、ナパ郡、ソラノ郡、ソノマ郡を含む

次の地域等はアップステート・カリフォルニアと交差する大きな地域である
- カスケード山脈
- セントラルバレー
- グレートベースン
- シエラネバダ山脈

### 郡

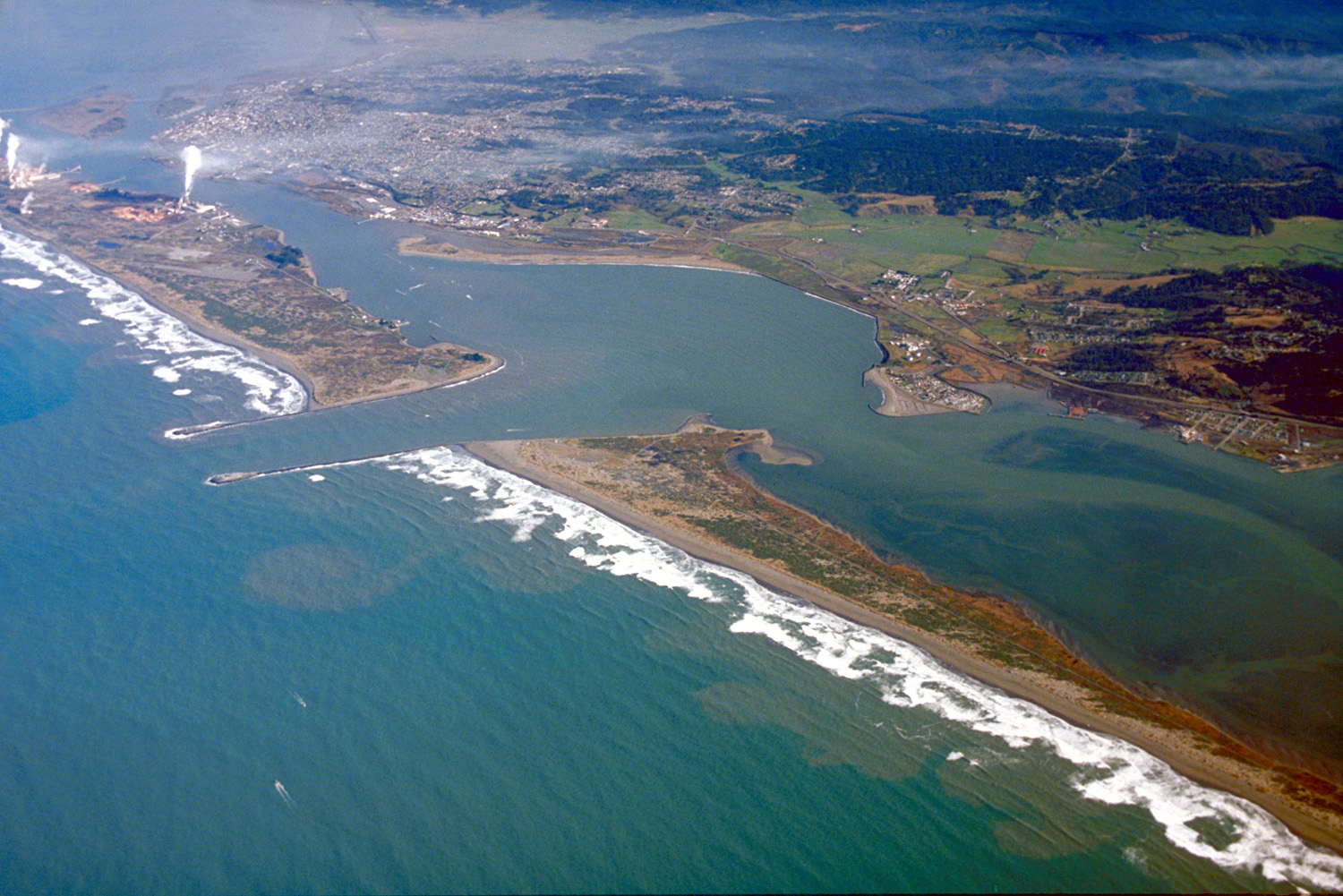
ハンボルト湾とユーレカ市、ハンボルト郡

アップステート・カリフォルニアは次の20郡で構成される。
| - ビュート郡 - コルサ郡 - デルノルト郡 - エルドラド郡 - グレン郡 - ハンボルト郡 - レイク郡 - ラッセン郡 - メンドシーノ郡 - モドック郡 | - ネバダ郡 - プレイサー郡 - プラマス郡 - シャスタ郡 - シエラ郡 - シスキュー郡 - サッター郡 - テハマ郡 - トリニティ郡 - ユバ郡 |

### 都市と町
下記の都市や町は地域の中心あるいは郡庁所在地である。括弧内は2010年国勢調査での人口である。
| - アルトゥラス (2,827) - オーバーン (13,330) - コルサ (5,971) - クレセントシティ (7,643) - チコ (86,187) - ダウニービル (282) - ユーレカ (27,191) - レイクポート (4,753) - メアリーズビル (12,072) - ネバダシティ (3,068) - オーロビル (15,546) - プラサービル (10,389) | - クィンシー (1,728) - レッドブラフ (14,076) - レディング (89,861) - ローズビル (118,788) - サウスレイクタホ (21,403) - スーザンビル (17,947) - ユカイア (16,075) - ウィーバービル (3,600) - ウィローズ (6,166) - ユバシティ (64,925) - ワイリーカ (7,765) |

## 教育
カリフォルニア州立大学システムの中でアップステート・カリフォルニアにはチコ校とハンボルト校がある。
地域内にはカリフォルニア大学のキャンパスは無い。最も近いものはデイビスにある。
次のコミュニティ・カレッジが地域内にある。
- ビュート・カレッジ、ビュート郡オーロビル
  - グレン郡も対象内
- フェザー川カレッジ、プラマス郡クィンシー
- レイクタホ・コミュニティ・カレッジ、エルドラド郡サウスレイクタホ
- ラッセン・カレッジ、ラッセン郡スーザンビル
- メンドシーノ・カレッジ、メンドシーノ郡ユカイア
  - レイク郡も対象内
- レッドウッズ・カレッジ、ハンボルト郡ユーレカ
  - サテライトキャンパスがデルノルト郡クレセントシティとメンドシーノ郡フォートブラッグにある
- シャスタ・カレッジ、シャスタ郡レディング
- シエラ・カレッジ、プレイサー郡ロックリン
- シスキュー・カレッジ、シスキュー郡ウィード
- ユバ・カレッジ、ユバ郡メアリーズビル

コルサ郡、モドック郡、ネバダ郡、シエラ郡、サッター郡、テハマ郡にはコミュニティ・カレッジが無い。

## 交通
アップステート・カリフォルニア内には道路、鉄道、空路および水路による交通手段がある。

### 主要高規格道路

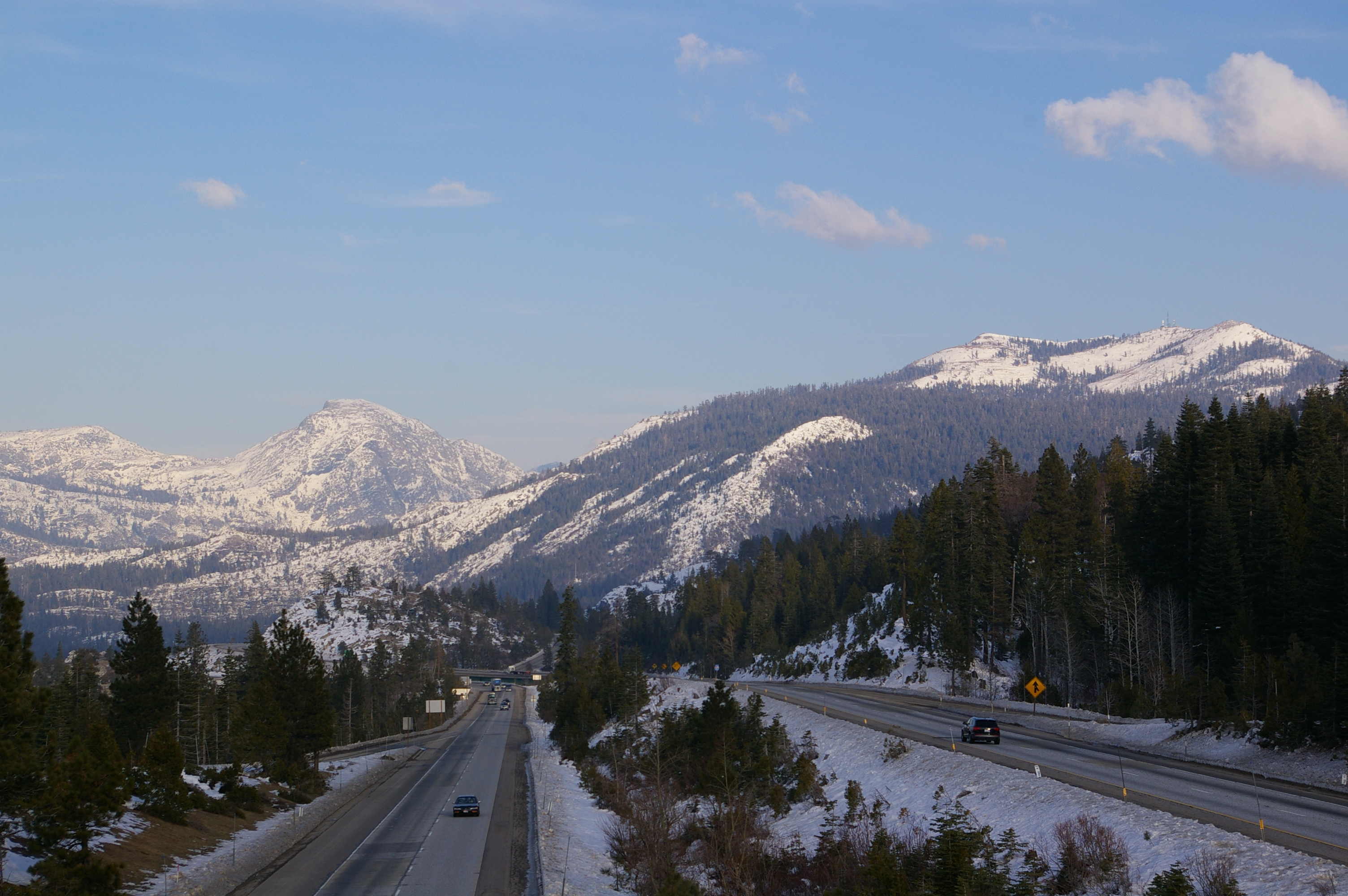
州間高速道路80号線、シエラネバダ山脈

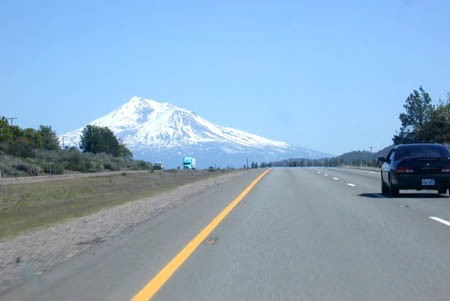
州間高速道路5号線、シャスタ山近く

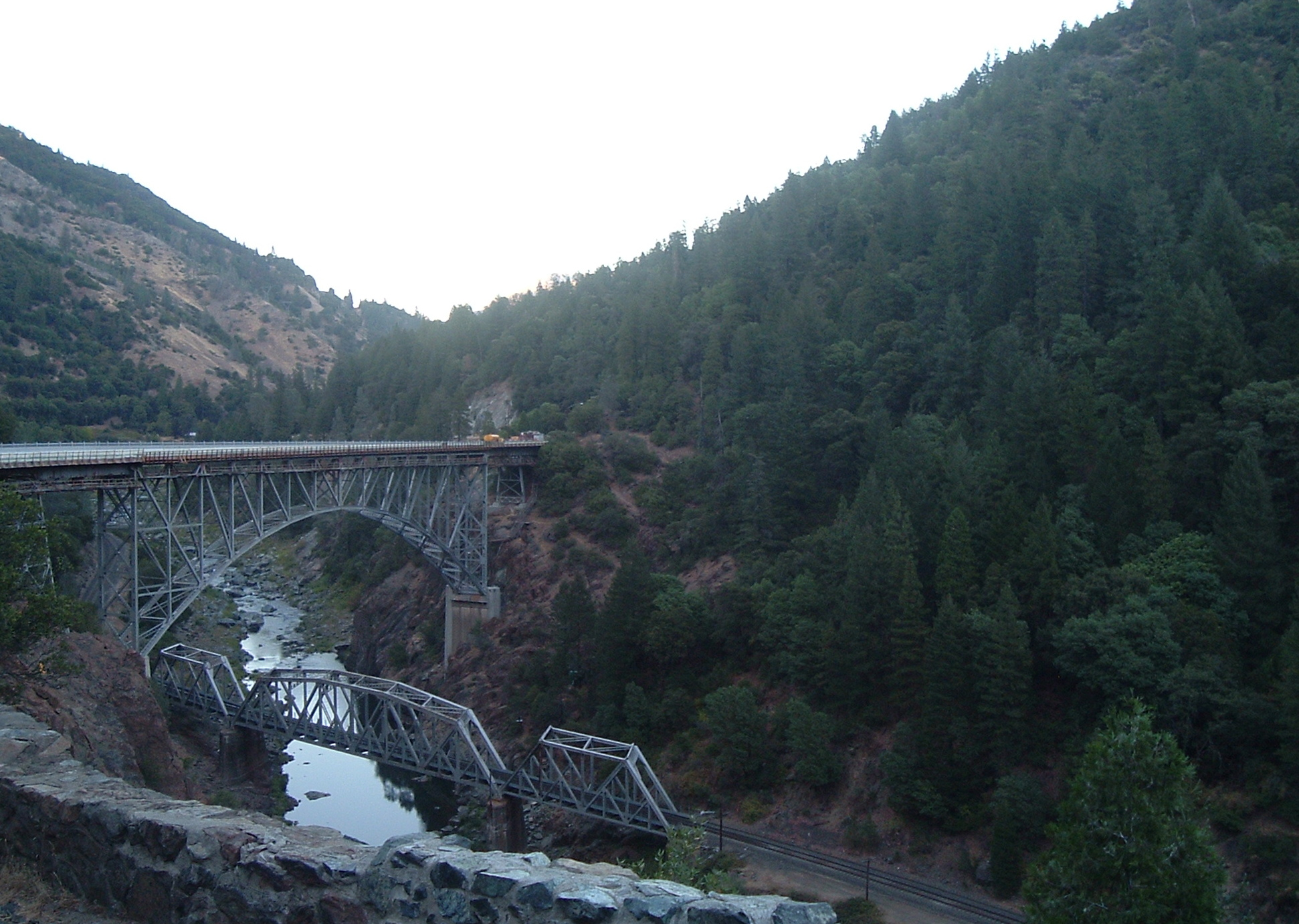
カリフォルニア州道70号線、フェザー川峡谷

この地域の主要高規格道路は山脈を回って南北に走っている。州間高速道路5号線が地域の中心を通る幹線道路である。アメリカ国道101号線が海岸部を通る幹線道路である。アメリカ国道395号線はシエラネバダ山脈東側の道路である。州間高速道路80号線はプレイサー郡、ネバダ郡およびシエラ郡を抜けている。州道と郡道のネットワークが地域の結び希に山岳部を抜けている。
| - カリフォルニア州道1号線: 北部海岸 - カリフォルニア州道3号線: シャスタ・カスケード - 州間高速道路5号線: セントラルバレー、レディング、シャスタ・カスケード、シャスタ山 - カリフォルニア州道20号線: 北部海岸、クリア湖、セントラルバレー、ユバシティ、シエラネバダ山脈 - カリフォルニア州道28号線: タホ湖 - カリフォルニア州道29号線: 北部海岸、クリア湖 - カリフォルニア州道32号線: セントラルバレー、チコ、シエラネバダ山脈 - カリフォルニア州道36号線: 北部海岸、セントラルバレー、シエラネバダ山脈、アルマナー湖、ラッセンパーク - カリフォルニア州道44号線: セントラルバレー、レディング、シャスタ・カスケード、ラッセンパーク - カリフォルニア州道45号線: セントラルバレー - カリフォルニア州道49号線: シエラネバダ山脈 - アメリカ国道50号線: シエラネバダ山脈、タホ湖 - カリフォルニア州道53号線: クリア湖 - カリフォルニア州道65号線: ローズビル、セントラルバレー - カリフォルニア州道70号線: セントラルバレー、シエラネバダ山脈 - 州間高速道路80号線: ローズビル、シエラネバダ山脈 - カリフォルニア州道89号線: シエラネバダ山脈、タホ湖、アルマナー湖、ラッセンパーク、シャスタ・カスケード、シャスタ山 - カリフォルニア州道96号線: シャスタ・カスケード - アメリカ国道97号線: シャスタ・カスケード、シャスタ山 - カリフォルニア州道99号線: セントラルバレー、ユバシティ、チコ - アメリカ国道101号線: 北部海岸、レッドウッドパークス、ユーレカ - カリフォルニア州道128号線: 北部海岸 - カリフォルニア州道139号線: グレートベースン | - カリフォルニア州道147号線: アルマナー湖 - カリフォルニア州道153号線: 金鉱発見地 - カリフォルニア州道161号線: シャスタ・カスケード - カリフォルニア州道162号線: セントラルバレー - カリフォルニア州道169号線: 北部海岸 - カリフォルニア州道172号線: シエラネバダ山脈 - カリフォルニア州道174号線: シエラネバダ山脈 - カリフォルニア州道175号線: 北部海岸、クリア湖 - カリフォルニア州道193号線: シエラネバダ山脈 - カリフォルニア州道197号線: 北部海岸、レッドウッドパークス - アメリカ国道199号線: 北部海岸、レッドウッドパークス - カリフォルニア州道211号線: 北部海岸 - カリフォルニア州道253号線: 北部海岸 - カリフォルニア州道255号線: ユーレカ - カリフォルニア州道263号線: シャスタ・カスケード - カリフォルニア州道267号線: シエラネバダ山脈、タホ湖 - カリフォルニア州道271号線: レッドウッドパークス - カリフォルニア州道273号線: レディング - カリフォルニア州道281号線: クリア湖 - カリフォルニア州道284号線: シエラネバダ山脈 - カリフォルニア州道299号線: 北部海岸、ユーレカ、セントラルバレー、レディング、シャスタ・カスケード、グレートベースン - アメリカ国道395号線: グレートベースン |

アップステート・カリフォルニアには昔のアメリカ国道2本の標識が残っている。アメリカ国道40号線は州間高速道路80号線に置き換わったが、多くの都市や田舎道ではそれに並行して走っている。フェザー川峡谷を抜ける元のアメリカ国道40号線はカリフォルニア州道70号線になった。
同様にアメリカ国道99号線は州間高速道路5号線に置き換わった。幹線道路として使われていた事業道路や側道のあちこちに歴史的ルートという表示がある。セントラルバレーでは2つのルートに分かれ、西ルートは州間高速道路5号線に、東ルートは州道99号線になる。

### 鉄道
この地域内の旅客列車はアムトラックの長距離線に限られている。コースト・スターライトが夜遅くにチコ、レディングおよびダンスミュア（シャスタ山近く）で停車する。カリフォルニア・ゼファーは日中にトラッキー、コルファックス、およびローズビルで停車する。アムトラックがキャピトル・コリドーとサン・ホアキンへの接続バスを運行している。グレイハウンドは主要幹線を通るバス便を運行している。
貨物列車は私鉄が運行している。ユニオン・パシフィック鉄道とBNSF鉄道がこの地域を通る幹線を運行している。プレイサー郡ローズビルにあるユニオン・パシフィック鉄道のJ・R・デイビス操車場は西部州の中でも最大の鉄道施設である。地域内の他の小規模鉄道として、アルマナー鉄道（廃線）、カリフォルニア・ノーザン鉄道、セントラル・オレゴン・パシフィック鉄道、レイク郡鉄道、モドック・ノーザン鉄道、クィンシー鉄道およびワイリーカ・ウェスタン鉄道がある。

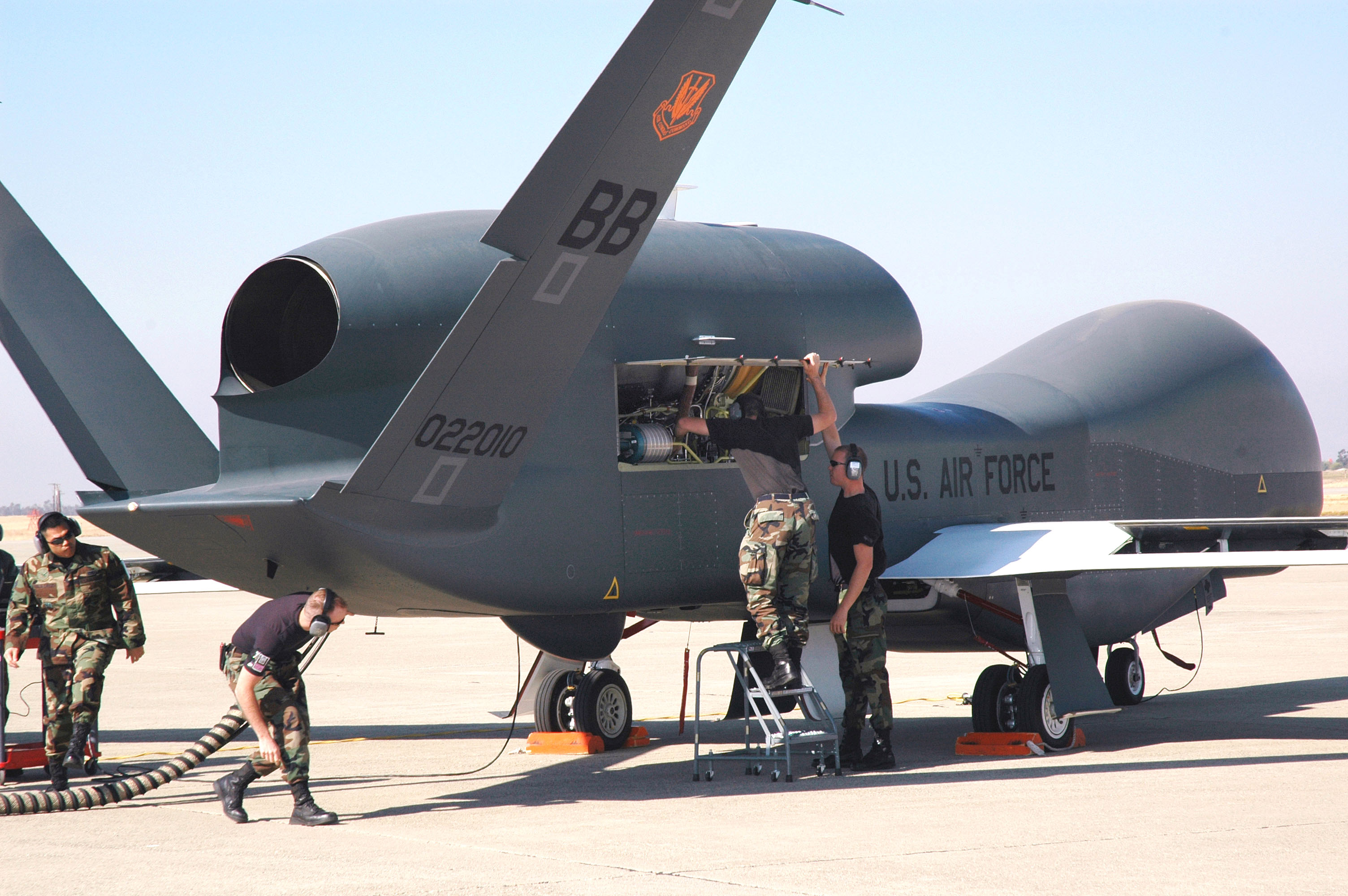
ビール空軍基地で RQ-4 グローバルホークの整備をする整備員

### 空路
地域航空サービスは、アーケータ・ユーレカ空港、チコ空港、クレセントシティ空港およびレディング空港を利用できる。オレゴン州クラマスフォールズにある空港も利用できる。
最も近い商業便空港はサクラメント国際空港、ネバダ州のリノ・タホ国際空港、およびオレゴン州メドフォード空港である。
ユバ郡メアリーズビル近くにビール空軍基地、ラッセン郡ハーロング近くにシエラ陸軍補給所がある。アメリカ沿岸警備隊ハンボルト湾航空基地はハンボルト郡のマッキンリービルに近いアーケータ・ユーレカ空港を共有している。
一般用途空港は20郡のそれぞれにある。

### 水路
アップステート・カリフォルニア海岸部で唯一水深がある港は、州内でも2番目に大きな自然の水深があるハンボルト湾であり、地域最大の都市ユーレカがその東岸にある。この港はハンボルト港湾レクリエーション保存地区が管理しており、同地区はロストコーストにあるシェルターコーブの施設も管理している。その他の港とマリーナとしては、クレセントシティにあるクレセントシティ港、フォートブラッグにあるノヨ港、トリニダードにあるトリニダード港がある。レクリエーション用マリーナは内陸の湖や川にもあり、タホ湖、シャスタ湖、オーロビル湖、トリニティ湖、クリア湖、アルマナー湖、ウィスキータウン湖など多数ある。

## 公園と保護地域

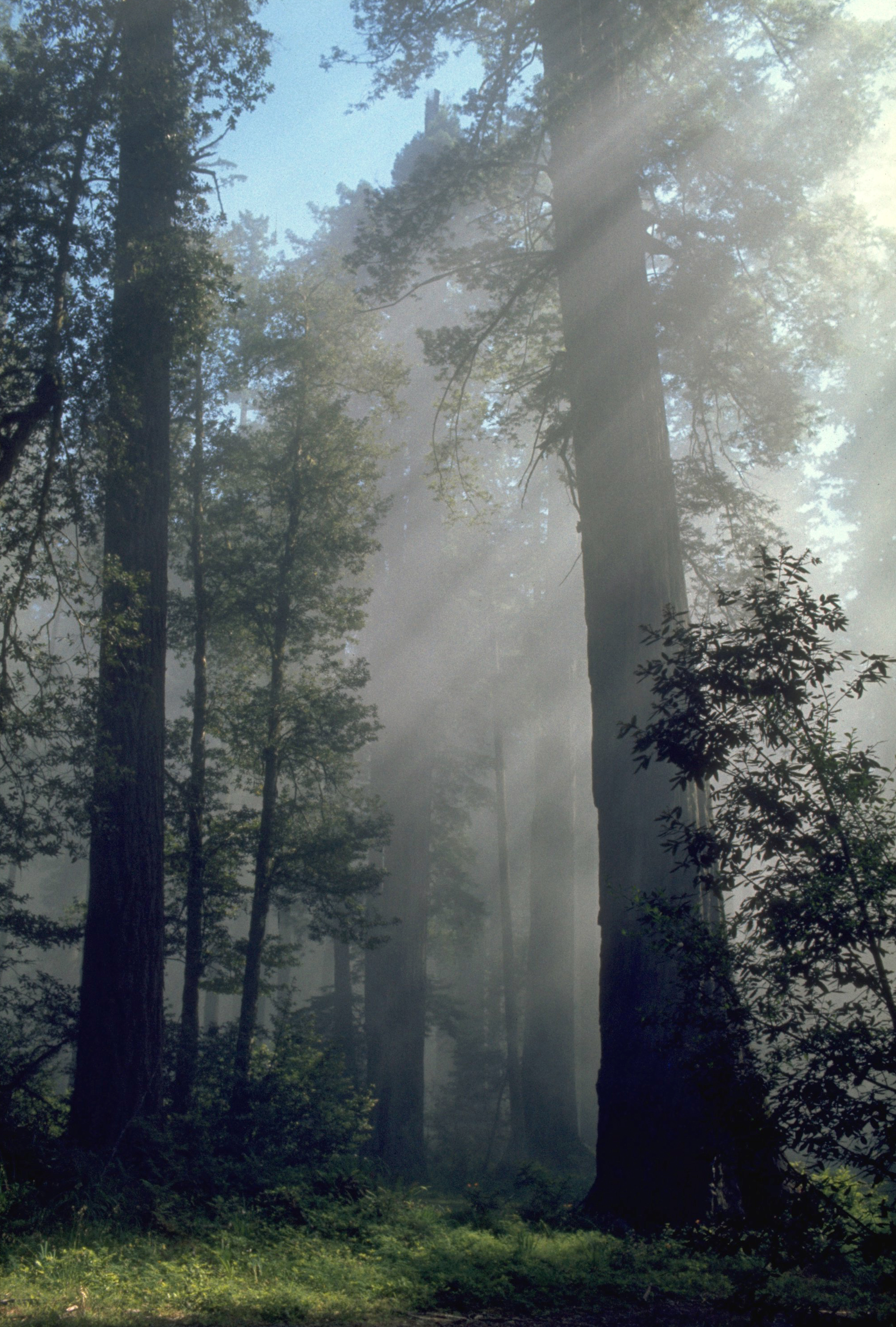
レッドウッド国立公園

| 下記リストはアップステート・カリフォルニア内にある自然保護地域である。 - 国立公園 - ラッセン火山国立公園 - ラバベッド国立保護区 - レッドウッド国立公園、州立公園 （世界遺産） - 州立公園 - アージュマウィ・ラバ・スプリングス州立公園 - バートンクリーク州立公園 - キャッスルクラグス州立公園 - クリア湖州立公園 - デルノルト海岸レッドウッズ州立公園 - ダイミック・メモリアル・グローブ州立公園 - D・L・ブリス州立公園 - ドナー・メモリアル州立公園 - エメラルドベイ州立公園 - グリズリークリーク・レッドウッズ州立公園 - ヘンディウッズ州立公園 - ハンボルト・ラグーンズ州立公園 - ハンボルト・レッドウッズ州立公園 - ジェデディア・スミス・レッドウッズ州立公園 - キングスビーチ州立公園 - マッケリチャー州立公園 - マンチェスタービーチ州立公園 - マッカーサー・バニーフォールズ・メモリアル州立公園 - メンドシーノ・ヘッドランズ州立公園 - ナバロ川レッドウッズ州立公園 - パトリックスポイント州立公園 - プラマス・ユーレカ州立公園 - プレイリークリーク・レッドウッズ州立公園 - リチャードソングローブ州立公園 - ルシアンガルチ州立公園 - シンキョーン原生地州立公園 - シュガーパインポイント州立公園 - ヴァンダム州立公園 - 州立歴史史跡 - アンダーソン・マーシュ州立歴史公園 - ビッドウェル・マンション州立歴史公園 - エンパイア・マイン州立歴史公園 - フォートハンボルト州立歴史公園 - マラコフ・ディギンス州立歴史公園 - マーシャル金発見州立歴史公園 - シャスタ州立歴史公園 - ウィーバービル・ジョス・ハウス州立歴史記念碑 - 国立の森 - ビュート・バレー国立草原 - エルドラド国立の森 - クラマス国立の森 - ラッセン国立の森 - メンドシーノ国立の森 - モドック国立の森 - プラマス国立の森 - シャスタ・トリニティ国立の森 - シックスリバーズ国立の森 | - 国立レクリエーション地域 - スミス川国立レクリエーション地域 - ウィスキータウン・シャスタ・トリニティ国立レクリエーション地域 - 州立レクリエーション地域 - アドミラル・スタンドレー州立レクリエーション地域 - ベンボウ湖州立レクリエーション地域 - コルサ・サクラメント川州立レクリエーション地域 - フォルサム湖州立レクリエーション地域 - ヘンリー・A・マーロ州立レクリエーション地域 - オーロビル湖州立レクリエーション地域 - スタンディッシュ・ヒッキー州立レクリエーション地域 - タホ州立レクリエーション地域 - ウッドソン橋州立レクリエーション地域 - 国立野生生物保護区 - キャッスルロック国立野生生物保護区 - クリア湖国立野生生物保護区 - コルサ国立野生生物保護区 - デレバン国立野生生物保護区 - ハンボルト湾国立野生生物保護区複合施設 - ローワークラマス国立野生生物保護区 - モドック国立野生生物保護区 - サクラメント国立野生生物保護区 - サッター国立野生生物保護区 - トゥール湖国立野生生物保護区 - 原生地域 - バックス湖原生地域 - カリブー原生地域 - キャッスルクラグス原生地域 - チャンチェルラ原生地域 - デソレーション原生地域 - グラナイトチーフ原生地域 - アイシ原生地域 - ラッセン火山原生地域 - ラバベッズ原生地域 - マーブルマウンテン原生地域 - シャスタ山原生地域 - ノースフォーク原生地域 - ルシアン原生地域 - シスキュー原生地域 - スノウマウンテン原生地域 - サウスワーナー原生地域 - サウザンドレイクス原生地域 - トリニティアルプス原生地域 - ヨラボリ・ミドルイール原生地域 |

## 経済開発
以下のリストはアップステート・カリフォルニア経済開発委員会など、連邦政府、州および地方政府あるいは経済開発団体による経済開発推進の動きを示す。
- エルドラド郡
  - エルドラド郡 - 経済要約報告書
- ハンボルト郡
  - ユーレカ市政委員会: 戦略的ビジョン、ステータスおよび活動、2007年8月31日
- ネバダ郡
  - ネバダ郡経済資源委員会との契約
- プレイサー郡
  - ローズビル市 コミュニティ・アセスメント
- プラマス郡
  - プラマス・コーポレーション - プラマス郡経済開発団体
- シャスタ郡
  - シャスタ経済開発委員会年間投資報告書 2007-2008
  - アンダーソン市
  - シャスタレイク市: 市開発局およびシャスタ郡経済開発委員会との契約
  - 全地球と水流祭 - レディング市、2010年アースデイの行事を「アップステート・カリフォルニアの環境関連主要行事」としている
- シスキュー郡
  - ダンスミュア商工会議所: クォリティ・オブ・ライフ
  - シャスタ山商工会議所: ビジネスと経済
- テハマ郡
  - コーニング市
- ユバ郡
  - ユバ・サッター商工会議所: 位置 「アップステート・カリフォルニアの中心に位置する」と表現
  - ユバ郡戦略計画 2008: 都市と共同事業の資源
  - ユバ郡戦略計画 2008: 2007年の反省
- アメリカ合衆国議会
  - "Resolution of the Board of Yuba County in support of locating the new cyberspace command center to Beale Air Force Base" (Aug 2007) attachment to letter from Senators Boxer & Feinstein and Congressman Herger to USAF, makes multiple references to the economy of Upstate California

次のリストは、アップステート・カリフォルニアに関する地方政府あるいは経済開発団体の活動のニュースと論説である。
- "PG&E Continues Its Strong Support of Economic Vitality for Local Communities: $400,000 in Grants Awarded to 75 Economic and Community Development Projects in Northern and Central California" - Team Californiaによる新聞発表、2007年10月11日、アップステート・カリフォルニア経済開発委員会に1万ドルを承認
- Upstate California Economic Development Council Conference - シスキュー郡第5地区管理委員マルシア・アームストロングによる論説、2007年11月30日
- Shasta Home - シャスタ山とシスキュー郡への観光ガイド、この地域を「アップステート・カリフォルニアのトップ」と宣伝
- Lake California レディングとレッドブラフの間にあるカリフォルニア湖、「アップステート・カリフォルニアの最良の場所」と宣伝